# Honduras en los Juegos Olímpicos de México 1968
Honduras estuvo representado en los Juegos Olímpicos de México 1968 por seis deportistas masculinos que compitieron en atletismo.
El equipo olímpico hondureño no obtuvo ninguna medalla en estos Juegos.